# Nemesis (2010)
Nemesis ist ein deutsches Filmdrama von Nicole Mosleh aus dem Jahr 2010. In der griechischen Mythologie verkörpert Nemesis die Göttin der Rache. Es ist der letzte Film, in dem Ulrich Mühe mitwirkte. Er und seine damalige Frau Susanne Lothar spielen die Hauptrollen.

## Handlung
Das deutsche Ehepaar Robert und Claire lebt in einem Landhaus an einem See in Italien. Als Nina, die jüngere Schwester Claires, in ihrem Haus ermordet wird, wollen sie ihr Domizil auflösen. Zwischen Robert, der ein Verhältnis mit Nina hatte, und Claire, die von diesem weiß, wachsen die Spannungen. Bei einem Abendessen im Kreise ihrer Freunde und Nachbarn eröffnen sie diesen, dass sie nicht nur wegziehen, sondern sich auch trennen wollen. Im Laufe der Feier trinken alle sehr viel, ganz besonders Claire, die ganz offensichtlich ein Alkoholproblem hat. Dabei bemerkt sie nicht, wie Miriam sich mit Robert amüsiert. Sie sinniert über die alten Zeiten, als sie noch beide glücklich miteinander und frisch in das Haus eingezogen waren. Und sie muss an ihre Schwester denken, von der sie nie annahm, dass sie sie so vermissen würde. Als sie an dem Tag zurückkamen, als Nina tot aufgefunden wurde, hatte die Polizei sogar Robert verdächtigt. Sie wurden beide lange und ausführlich verhört. Da es keine Indizien auf den Täter gab, wurde das Verfahren eingestellt. Claire hatte allerdings herausgefunden, dass ihre Schwester diverse Männerbekanntschaften gehabt haben muss. Einer dieser Herren hatte sich per Telefon gemeldet und so wie es sich anhörte für Nina eine Wohnung in München angemietet.
Am nächsten Tag soll der Käufer des Hauses zu einem Besuch erscheinen, aber der Amerikaner hat den Kaufvertrag unterschrieben, ohne das Haus zu sehen. Das Bauland ist ihm wertvoller, sodass er das Gebäude abreißen und sich etwas ganz neues bauen will. Robert ist darüber enttäuscht, doch Claire meint, dass er schließlich mit dem Haus machen könne was er wolle, wenn es ihm dann gehöre.
Um von Nina Abstand zu gewinnen, versenkt Claire alle Sachen, die sie von ihrer Schwester noch im Haus findet, im See. Und um den Schmerz zu vergessen ertränkt sie ihn im Alkohol. Robert hilft ihr dabei und meint, alles was sie jetzt austrinken, bräuchten sie nicht für den Umzug einzupacken. Betrunken geraten beide in Streit und machen sich gegenseitig Vorwürfe.
Eines Nachts beobachtet Claire, wie Robert heimlich etwas unter einem kleinen Bäumchen ausgräbt und in seinem Auto versteckt. Ehe sie herausfinden kann, was in dem blauen Plastikbeutel steckt, hat er ihn eine Staumauer hinunter geworfen. Ihr kommt der Verdacht, dass Robert doch etwas mit Ninas Tod zu tun haben könnte, so wie die Polizei anfangs auch vermutete. Um ihn aus der Reserve zu locken, täuscht sie einen Selbstmordversuch vor. Daraufhin gesteht er ihr, dass er vor kurzem mit Miriam in ihrem Haus geschlafen und sie dabei ihre Ohrringe verloren habe. Diese hätte er versteckt und weggeworfen. Da Claire ihm nicht glaubt, gesteht Robert, kurz nach Ninas Tod ihre Hand in der Kühltruhe gefunden zu haben. Aus Angst, dass die Polizei ihn für den Mörder halten könnte, habe er die Hand vergraben und nichts gesagt. Claire drängt ihn alles zu erzählen und will es auf eine Kassette aufnehmen. Robert muss detailliert erzählen, wie oft und wo er sie mit ihrer Schwester betrogen hatte. Nina wollte ihre Beziehung beenden, worauf Robert sie nach Italien einlud. Sie wollten sich aussprechen, aber hätten dann gestritten. Dabei sei sie hingefallen. Er habe Nina so sehr geliebt, dass er sie nicht gehen lassen konnte. Er habe die Wohnung in München gemietet, um sie im Auge zu behalten und habe auch um ihre Hand angehalten.
Es stellt sich heraus, dass Claire dies alles wusste, und, weil sie das nicht ertragen konnte, erschlug sie ihre Schwester und schnitt ihr Hand und die Zunge ab. Robert muss feststellen, dass Claire offensichtlich den Verstand verloren hat. Als er sich von ihr abwendet und meint, sie nicht mehr ertragen zu können, nimmt sie einen schweren Gegenstand und schlägt damit auf Robert ein, der daraufhin getroffen zu Boden sinkt.

## Produktionsnotizen
Nemesis entstand 2006 am Lago del Turano. Nach dem Tod ihres Mannes Ulrich Mühe 2007 hatte Susanne Lothar zunächst versucht, die Aufführung des Films zu verhindern. Am 27. Oktober 2010 feierte der Film auf den Internationalen Hofer Filmtagen in Anwesenheit von Mosleh und Lothar Premiere. Am 15. November 2012 startete er in den deutschen Kinos. Seine TV-Premiere hatte der Film am 24. November 2014 in der ARD.

## Kritiken
Peter Zander von Welt.de urteilt: „‚Nemesis‘ ist ein Kammerspiel, das fast ausschließlich auf engstem Raum spielt. Und fast ausschließlich ein reines Schauspielerduell ist. Ein Ehekrieg. Ein Nervenscharmützel. Lothar und Mühe, das war irgendwie immer auch ein öffentliches Paar. Weil sie so symbiotisch waren. Und immer auch zusammen gearbeitet haben, in zahllosen Filmen und noch zahlloseren Bühnenstücken.“
Bei Spielfilm.de schreibt Julia Nieder über diese Melodram: „Die Erzählung dieses Dramas, dass sich bald in einen Krimi verwandelt, ist verschachtelt, vieles erfährt man durch optisch mit verblassten Farben gekennzeichnete Rückblenden und manches (natürlich) erst in der letzten Szene. […] Es gibt einige nette Regie-Einfälle und auch das Drehbuch ist weitgehend gelungen und spielt hin und wieder mit der Tatsache, dass eigentlich ganz normale Sätze, im passenden Kontext, eine fiese Doppeldeutigkeit bekommen können, wodurch man die Zuschauer wunderbar verunsichern kann. Erzählt wird in genau dem richtigen Tempo, ruhig, aber dennoch ohne spürbare Längen. Das eigentliche Erlebnis aber bleiben Susanne Lothar und Ulrich Mühe.“